# جورج أولتينو
جورج أولتينو (بالرومانية: George Olteanu)‏ (مواليد 3 مايو 1974) هو ملاكم روماني، مثّل بلاده في الألعاب الأولمبية الصيفية في دورتي 1996 و2000.

## روابط خارجية
جورج أولتينو على موقع أوليمبيديا (الإنجليزية)